# Herk-de-Stad
Herk-de-Stad és una ciutat de la província de Limburg a Bèlgica, amb gairebé 12.000 habitants. Se situa als marges del riu Herk que va donar el seu nom a la ciutat i que desemboca al Dèmer a la frontera de la ciutat amb el municipi d'Halen.

## Història
Cap a l'any 1795 era una de les Bones Viles del Principat de Lieja, part del Comtat de Loon. Segueix un breu episodi d'annexió a França cap a la creació el 1815 de Regne Unit dels Països Baixos. Des de 1830 és belga.